# Campeonato Europeu de Patinação Artística no Gelo de 1911
O Campeonato Europeu de Patinação Artística no Gelo de 1911 foi a décima sétima edição do Campeonato Europeu de Patinação Artística no Gelo, um evento anual de patinação artística no gelo organizado pela União Internacional de Patinação (em inglês:  International Skating Union) onde os patinadores artísticos competem pelo título de campeão europeu. A competição foi disputada no dia 12 de fevereiro, na cidade de São Petersburgo, Rússia.

## Eventos
- Individual masculino

## Medalhistas
| Evento                        | Ouro                | Prata              | Bronze                       |
| Individual masculino detalhes | Per Thorén · Suécia | Karl Ollo · Rússia | Werner Rittberger · Alemanha |

## Resultados

### Individual masculino
| Pos.              | Nome              | Nacionalidade |
| ----------------- | ----------------- | ------------- |
| Medalha de ouro   | Per Thorén        | Suécia        |
| Medalha de prata  | Karl Ollo         | Rússia        |
| Medalha de bronze | Werner Rittberger | Alemanha      |
| 4                 | Ivan Malinin      | Rússia        |
| 5                 | Andor Szende      | Hungria       |

## Quadro de medalhas
| Ordem | País     | Medalha de ouro | Medalha de prata | Medalha de bronze |   | Ordem por total |
| ----- | -------- | --------------- | ---------------- | ----------------- | - | --------------- |
| 1     | Suécia   | 1               |                  |                   | 1 | 1               |
| 2     | Rússia   |                 | 1                |                   | 1 | 1               |
| 3     | Alemanha |                 |                  | 1                 | 1 | 1               |
| TOTAL | TOTAL    | 1               | 1                | 1                 | 3 | —               |